# Изчислителна техника
Изчислителната техника (на английски: computing) включва компютърен хардуер, софтуер, операционни системи, това са всички технически средства, независимо дали механични или функционални, които извършват изчисления (или действия с числа). Техническите средства при изчисленията се използват за по-голяма бързина и скорост, както и за сложни изчисления. В същото време към изчислителната техника се включват както нейната употреба и необходимост, така и създаването ѝ. Това означава проектирането и изграждането на хардуер и на софтуерни системи, обработката, структурирането и управлението на различни типове информация. В това се включват и научните изследвания, при които се използват технически средства, създаването на интелигентни системи. Също създаването и използването на комуникационни средства, на средства за забавление (например софтуер за слушане на музика или гледане на видео). Още и намирането и подреждането на релевантна информация по даден въпрос, когато това става с технически средства, и т.н.

## История на изчисленията
Историята на изчисленията е по-дълга от историята на модерните компютърни технологии и включва историята на методи, предназначени за писалка и хартия, за тебешир и дъска за писане, със или без помощта на таблици.
Изчисленията са тясно свързани с използването на числа. Все пак дълго преди възникването на абстрактното понятие за числата е имало математически концепции, които да служат за целите на хората. Тези концепции включват биекция (съответствие едно-към-едно, базирано на броенето), сравняване по еталон (използван за измерване), и правилото 3-4-5 от правоъгълния триъгълник (средство за постигане на прав ъгъл).
Най-ранният ни познат помощен уред за изчисления е сметалото, и се смята, че е изобретен във Вавилон около 2400 г. пр.н.е. Първоначално е било използвано чрез рисуване на линии в пясъка с камъчета. Сметала с по-модерен дизайн все още намират приложение като инструменти за изчисления. Това е първият известен „компютър“ и най-напредничавата система за изчисления, предхождаща гръцките методи с 2000 години. 
Първото документирано използване на електроника за изчисления е статия от 1931 г. на Чарлз Уин-Уилямс „Приложение на тиратрони за високоскоростно автоматично броене на физически процеси“. Статията на Клод Шанън от 1938 г. „Символичен анализ на вериги с релета и превключватели“, основана на магистърската му дисертация, въвежда идеята за използване на електроника за Булеви операции.

## Компютър
Компютър е машина, която манипулира данни в съответствие с набор от инструкции, наречени компютърна програма. Програмата има изпълним формат, така че компютърът да може да я използва пряко за изпълнение на инструкциите. Същата програма в своята четима за човека част наречена програмен код дава възможност на програмиста да проучва и разработва алгоритъм. Понеже инструкциите могат да се изпълняват в различни видове компютри, единен набор от инструкции се превръща в машинни инструкции в зависимост от вида централен процесор.
Процесът на изпълнение носи инструкциите в компютърната програма. Инструкциите дефинират изчисленията изпълнявани от компютър. Те се задействат в последователност от прости действия на изпълняващата машина. Тези действия предизвикват ефекти според семантиката на инструкциите.

### Компютърен софтуер и хардуер
Компютърният софтуер или просто „софтуерът“ е сбор от компютърни програми и свързаната към тях информация, осигурявайки инструкциите, които да казват на един компютър какво да прави и как да го прави. Софтуерът се отнася до една или повече компютърни програми, заедно с информацията, запаметена в хард диска на компютъра за определени цели. С други думи, софтуерът представлява сбор от програми, процедури и алгоритми, съпътствани със съответната документация, отнасящи се до обработването на данни. Програмният софтуер изпълнява функция на програмата, която имплементира или чрез директно изпратени инструкции към компютърния хардуер или служейки като входяща информация към друга софтуерна програма. Терминът е избран, за да контрастира на хардуер (значещ физическо устройство). За разлика от хардуерът, софтуерът не може да бъде „докоснат“. Понякога понятието софтуер се използва в по-тясно значение като приложен софтуер. 

#### Приложен софтуер
Приложният софтуер, познат още като „приложение“, е създаден, за да помага на потребителя да изпълни определени задачи. Например – фирмен софтуер, счетоводен софтуер, графичен софтуер, офис приложения и медиа плейъри. Много от приложенията се занимават основно с обработка на документи. Приложенията могат да бъдат доставяни с компютъра и неговия софтуер или да са отделни. Някои потребители се задоволяват с основните приложения и не им се налага никога да инсталират допълнителни.
Приложният софтуер се различава от системния софтуер и мидълуера, които управляват и интегрират възможностите на компютъра, но най-често не участват директно в осъществяването на потребителски функции. Компютърният софтуер обслужва приложения, които от своя страна служат на потребителя.
Приложният софтуер използва мощността на определена компютърна платформа или системен софтуер, за постигането на специфична цел. Някои приложения като Microsoft Office са достъпни в няколко версии, за различни платформи; други имат по-специфични изисквания, като например ГИС приложения за Windows или Android приложение в сферата на обучението или игра за Linux. Понякога нови и желани приложения работят само на определена платформа, което увеличава популярността на съответната платформа. 

#### Системен софтуер
Системният софтуер е компютърен софтуер, създаден да управлява и контролира компютърния хардуер, както и да предостави платформа за стартиране на приложения. Системният софтуер включва операционна система, инструментален софтуер, драйвери, фърмуер. Много често като системен софтуер се класифицират и инструменти за програмиране като компилатори, свързващи редактори и дебъгери. 

### Компютърна мрежа
Компютърната мрежа, често наричана просто „мрежата“ е сбор от хардуерни компоненти и компютри, взаимно свързани чрез комуникационни канали, които позволяват споделянето на ресурси и информация. Когато най-малко един процес, осъществяван на едно устройство има възможността да изпраща/получава информация до/от поне един процес на друго отдалечено устройство, тогава можем да кажем, че двете устройства са свързани в мрежа.
Мрежите могат да бъдат класифицирани по много и различни характеристики като например средствата, използвани при трансфера на данни, използването на мрежови протоколи, скали, топология и начин на организация. 
Мрежовите протоколи определят правилата и формата на данните при обмяна на информация в компютърната мрежа, както и предоставят основата за мрежовото програмиране. Добре познати мрежови протоколи са Етернет, хардуерът и Link Layer стандарти, които са свързани съвместно в локална мрежа и интернет протоколи, които задават поредица от протоколи за интернет. С други думи обмяната на данни между много различни мрежи, при host-to-host обмена на файлове, както и конкретно приложение за предаване на формати данни.
Компютърната мрежа използва термини от електроинженерството, телекомуникациите, компютърните науки, информационните технологии и компютърното инженерство, както и теоретичните и практически знания/приложения на тези дисциплини. 

#### Интернет
Интернетът е глобална система от свързани компютърни мрежи, които използват стандартен TCP/IP протокол, за да обслужват милиарди потребители, които използват милиони частни, обществени, академични, бизнес и правителствени мрежи с местен или глобален характер, които са свързани помежду си от широк набор от електронни, безжични и оптични мрежови технологии. Интернет пренася огромен спектър от информация и предоставя множество услуги, като взаимно свързани хипертекст документи на World Wide Web (WWW), както и инфраструктура, която да поддържа електронна поща. 

### Потребител
Потребителят е агент – човек (краен потребител) или софтуер, който използва компютърни или мрежови услуги. Потребителят често има профил, който се идентифицира от потребителско име, прякор, никнейм.
В хакерската терминология потребителите се разделят на „users“ и „power users“.
В проекти, в които действащото лице е друга система или софтуер, може да не съществуват крайни потребители. В този случай крайните потребители на цялата система са непреки крайни потребители.

#### Краен потребител
Терминът „краен потребител“ се използва за обозначаване на клиента, който в крайна сметка ще използва даден софтуер, но също така е и концепция в софтуерното инженерство, отнасяща се за абстракцията от „крайни потребители“ на компютъра/софтуера (например хора отнасящи се към дадена група клиенти, която е крайната цел на този продукт). Терминът се използва и за да се прави разлика между този, който единствено си служи със софтуера и този, който го е създал (обикновено наричани програмисти, които могат да пишат на някакъв програмен език и го използват за създаване на нови продукти за различни крайни потребители).

### Програмиране
Програмирането като цяло се нарича процеса на писане, тестване, дебъгване и поддръжка на даден сорс код и документация на компютърни програми. Сорс кодът се пише на програмен език (изкуствен /създаден за програмиране/ език), който често е по-ограничаващ от естествените езици, но може да се разбере / прочете от компютър. Смисълът от програмните езици е да накарат машината (компютъра) да има точно желаното поведение от този който пише програмата. Процесът на писане на високо-качествен сорс код изисква както познание за самата апликация, която ще се създава, така и познания от рода на компютърните науки. Най-високо-качествения софтуер обикновено е този, който се пише от екип хора със специфични познания в областите както на програмирането, така и на областта, за която се пише приложението (например ако се пише софтуер, който решава задачи по математика ще бъдат нужни и математици, освен програмисти). Освен всичко останало, програмист може да бъде наречен както този, който пише висококачествен сорс код, така и някой хакер, така и някой ентусиаст-програмист. А и обикновено един програмист може да свърши повечето (ако не и цялата) работа по програмирането на даден проект, нужно за да се пусне ново печелившо приложение.

#### Програмист
Програмист е човек, който пише софтуер за компютри (основно, но и не само, софтуер вече има почти навсякъде). Терминът програмист може да се отнася за човек, който пише софтуер в една област на програмирането или за човек, който може да пише код за много и различни видове софтуер. Специалистите в областта на програмирането, като алгоритмичен процес може да се наричат и компютърни аналитици. Обикновено такива хора си служат с програмни езици като C, C++, Java, Lisp, Python и др. Уеб разработчици се наричат програмисти които работят в уеб среда и пишат уеб сайтове или уеб приложения. Терминът програмист може да се отнася за софтуерен разработчик, софтуерен инженер или софтуерен аналитик. Добре е да се знае че обикновено хора практикуващи някоя от тези професии притежават и други умения в софтуерното инженерство освен програмирането.

### Компютърна индустрия
Тази индустрия обхваща всички бизнеси, занимаващи се с разработката на софтуер, дизайн на компютърен хардуер и инфраструктура на компютърни мрежи, производството на компоненти за производство на компютри и IT отделите, включващи системна администрация и поддръжка.

#### Софтуерна индустрия
Софтуерната индустрия включва бизнеси, занимаващи се с разработката, поддръжката и публикацията на софтуер. Индустрията също така включва и софтуерни услуги като обучение, документация и консултиране.

## Поддисциплини

### Компютърно инженерство
Компютърното инженерство е дисциплина, която интегрира няколко области на електротехниката и компютърни науки, необходими за разработване на компютърен хардуер и софтуер. Компютърните инженери обикновено имат обучение по електронно инженерство, софтуерен дизайн и интеграция на хардуер-софтуер. Компютърните инженери участват в много хардуерни и софтуерни аспекти на изчислителна техника, от разработването на отделните микропроцесори, персонални компютри, и супер компютри, до схематични дизайни. Това поле на инженерството се фокусира не само върху това как компютърните системи работят сами, но също така и как те се интегрират в по-голямата картина.

### Софтуерно инженерство
Софтуерното инженерство (на английски: software engineering) е прилагането на систематичен, дисциплиниран и количествен подход към дизайна, разработването, функционирането и поддръжката на софтуер, както и изучаването на тези подходи, или с други думи приложение на инженерната наука към софтуера. В термините на Лейман, това е акт на използване на интуиция, за да се измисли модел и да се мащабира решение на даден проблем. Първото позоваването на термина е от 1968 г. на конференция за софтуерно инженерство в НАТО и е трябвало да провокира размисъл относно възприемането на „софтуерната криза“ по това време. Разработка на софтуер е много по-използван и по-общ термин, като не е задължително да включва парадигма на инженерство. Общоприетите понятия на софтуерното инженерство като инженерната дисциплина е посочено в ръководството Software Engineering Body of Knowledge (SWEBOK). SWEBOK се превръща в международно признат стандарт ISO / IEC TR 19759:. 2005 г. 

### Компютърни науки
Компютърните науки (на английски: computer science) представляват научен и практически подход за изчисленията и техните приложения. Компютърната наука е специализирана в областта на теорията на изчисление и проектиране на компютърни системи. Нейните подобласти могат да бъдат разделени в практически техники за нейното изпълнение и прилагане в компютърните системи, и чисто теоретични области. Някои са силно абстрактни, като теория на изчислителната сложност, която изучава основните свойства на изчислителните проблеми, а други, като например компютърни графики, са насочени към приложения от реалния свят. Други се фокусират върху предизвикателствата при извършването на изчисленията. Например, теорията на езиците за програмиране изучава различните подходи за създаването на езици, докато самото програмиране изследва различни аспекти от използването на програмни езици към сложни системи. Изучаването на взаимодействието човек-компютър се фокусира върху подобряването на достъпа за хората при използването на компютрите и изчисленията с тях.

### Информационни системи
Информационни системи представлява изучаването на допълнителни мрежи за хардуер и софтуер така че хората и организациите да ги използват, за да събират, филтрират, обработят, създадат и разпространят информацията. На уебсайтове за професии за изчислителната техника се казва, че по-голямата част от ИС програми се намират в бизнес училища, но въпреки това, те могат да имат различни имена, като например управление на информационни системи, компютърни информационни системи, или бизнес информационни системи. Всички степени на информационните системи комбинират бизнес и изчислителни теми, но акцентът между технически и организационни въпроси, варира между програмите. Например, програмите се различават значително в нивото на необходимото програмиране. Изучаването на връзката на бизнеса и компютърните науки с помощта на теоретичните основи на информацията и изчисленията изучава различни бизнес модели и свързаните с тях алгоритмични процеси в компютърните науки. Компютърна информационна система (CIS) е поле на изучаване на компютърни и алгоритмични процеси, включително принципите им, софтуерни и хардуерни дизайни, техните приложения, както и тяхното влияние върху обществото, докато информационните системи подчертават функционалност над дизайн. 

### Информационни технологии
Информационни технологии (ИТ, на английски: IT) е приложението на компютри и телекомуникационно оборудване за съхранение, извличане, предаване и обработка на данни, често в контекста на бизнес или друго предприятие. Терминът често се използва като синоним за компютри и компютърни мрежи, но включва също така други технологии за разпространение на информация, като например телевизори и телефони. Няколко индустрии са свързани с информационните технологии, като например компютърен хардуер, софтуер, електроника, полупроводници, интернет, телекомуникационно оборудване, електронна търговия и компютърни услуги. 

## Професии, свързани с ИТ
Компютърен специалист е най-общо човек, занимаващ се професионално с компютри. Софтуерният разработчик разработва софтуер, докато програмистът извършва програмиране според конкретните задачи. Системният администратор, или ИТ администратор поддържа и експлоатира компютърни системи или мрежи.